# Imalia (astronomia)
Imalia (o Himalia; in greco ‘Ιμαλíα), o Giove VI, è un satellite naturale di Giove.
Il 19 dicembre 2000, la sonda spaziale Cassini nel suo viaggio verso Saturno catturò un'immagine a bassa risoluzione di Imalia, l'oggetto era però troppo distante per mostrare qualche dettaglio di superficie.

## Scoperta
Imalia è stata scoperta da Charles Dillon Perrine presso l'Osservatorio Lick, in California, il 3 dicembre 1904 da immagini riprese con il telescopio riflettore Crossley che era stato da poco ristrutturato.

## Denominazione
Imalia ha ricevuto il suo nome solo nel 1975; prima era conosciuta semplicemente come Giove VI, qualche volta ci si riferiva a lei col nome di Estia (dall'omonima divinità). Imalia nella mitologia greca era una ninfa che ebbe tre figli con Zeus (Giove).

## Caratteristiche fisiche
Imalia è il sesto satellite più grande di Giove (dopo le quattro lune galileiane e Amaltea) e l'oggetto più grande del cosiddetto gruppo di Imalia, composto da satelliti che orbitano Giove a una distanza compresa tra 11 a 13 milioni di chilometri, e con un'inclinazione orbitale di circa 27,5°.
Con il suo diametro di almeno 140 km, è il più grande dei satelliti irregolari di Giove. Imalia è il più facile da osservare tra i piccoli satelliti; anche se Amaltea è più brillante, la sua prossimità al disco planetario rende la sua osservazione più difficoltosa.